# Niederplanitz
Niederplanitz ist ein Stadtteil der Stadt Zwickau, die seit 2008 Kreisstadt des Landkreises Zwickau im Freistaat Sachsen ist. Der Ort liegt im Stadtbezirk Süd und trägt die amtliche Nummer 54. Zwischen dem 1. Juli 1923 und dem 31. Dezember 1943 war Niederplanitz ein Teil der Stadt Planitz, die durch Eingemeindung zur Stadt Zwickau kam. Zwischen 1971 und 1981 wurde in der westlichen Flur von Niederplanitz die Großwohnsiedlung Neuplanitz in Plattenbauweise errichtet, welche heute als eigener Stadtteil geführt wird.

## Geographie

### Lage

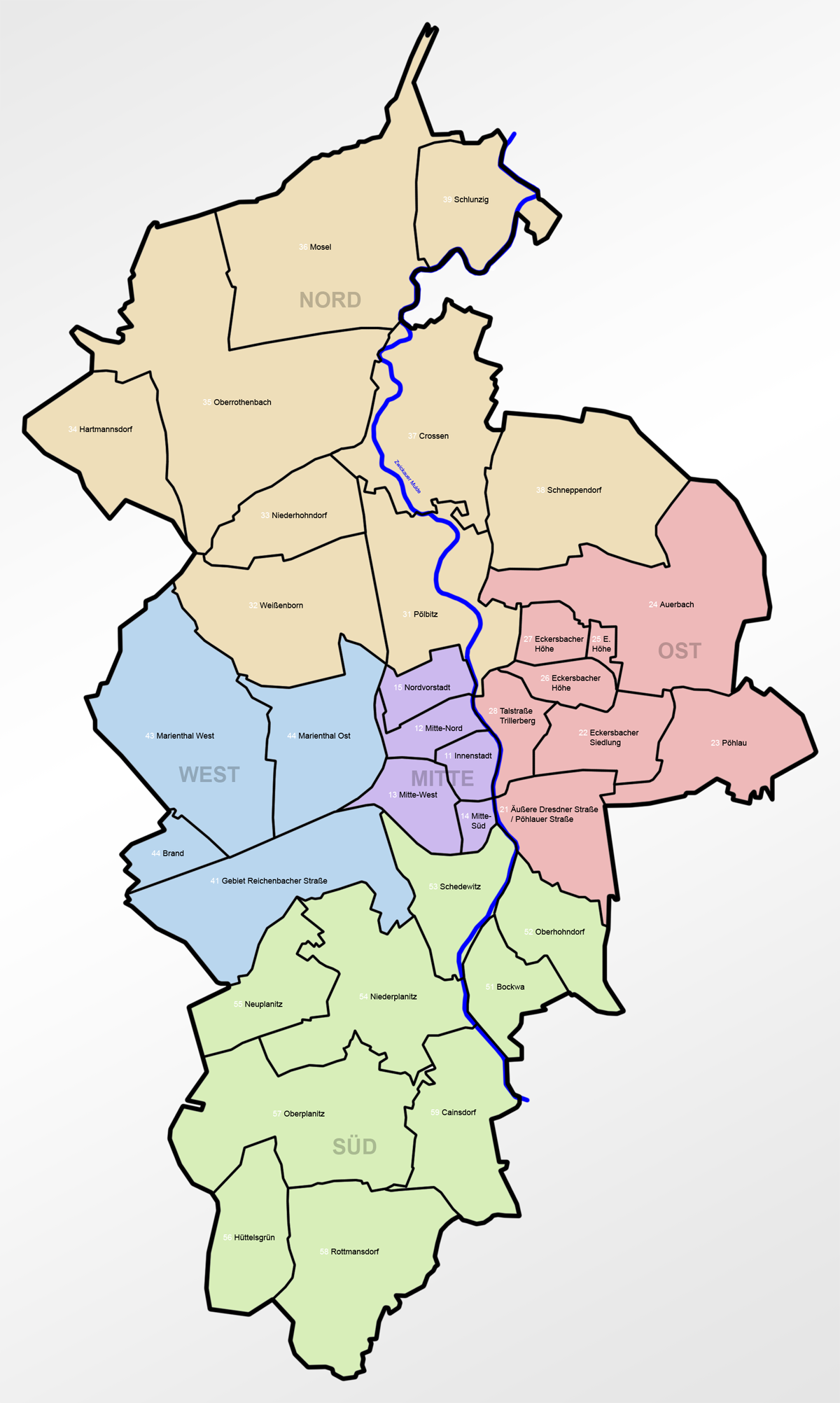
Stadtteile von Zwickau

Niederplanitz liegt im Zentrum des südlichen Zwickauer Stadtgebiets. Die heutige Ortsflur wird im Westen teilweise durch den Planitzbach, im Osten durch die Zwickauer Mulde begrenzt. Im Süden von Niederplanitz liegt das Schloss Planitz mit dem Schlosspark.

### Nachbarorte
|            | Gebiet Reichenbacher Straße und Freiheitssiedlung | Schedewitz |
| Neuplanitz | Kompassrose, die auf Nachbargemeinden zeigt       | Bockwa     |
|            | Oberplanitz                                       | Cainsdorf  |

## Geschichte

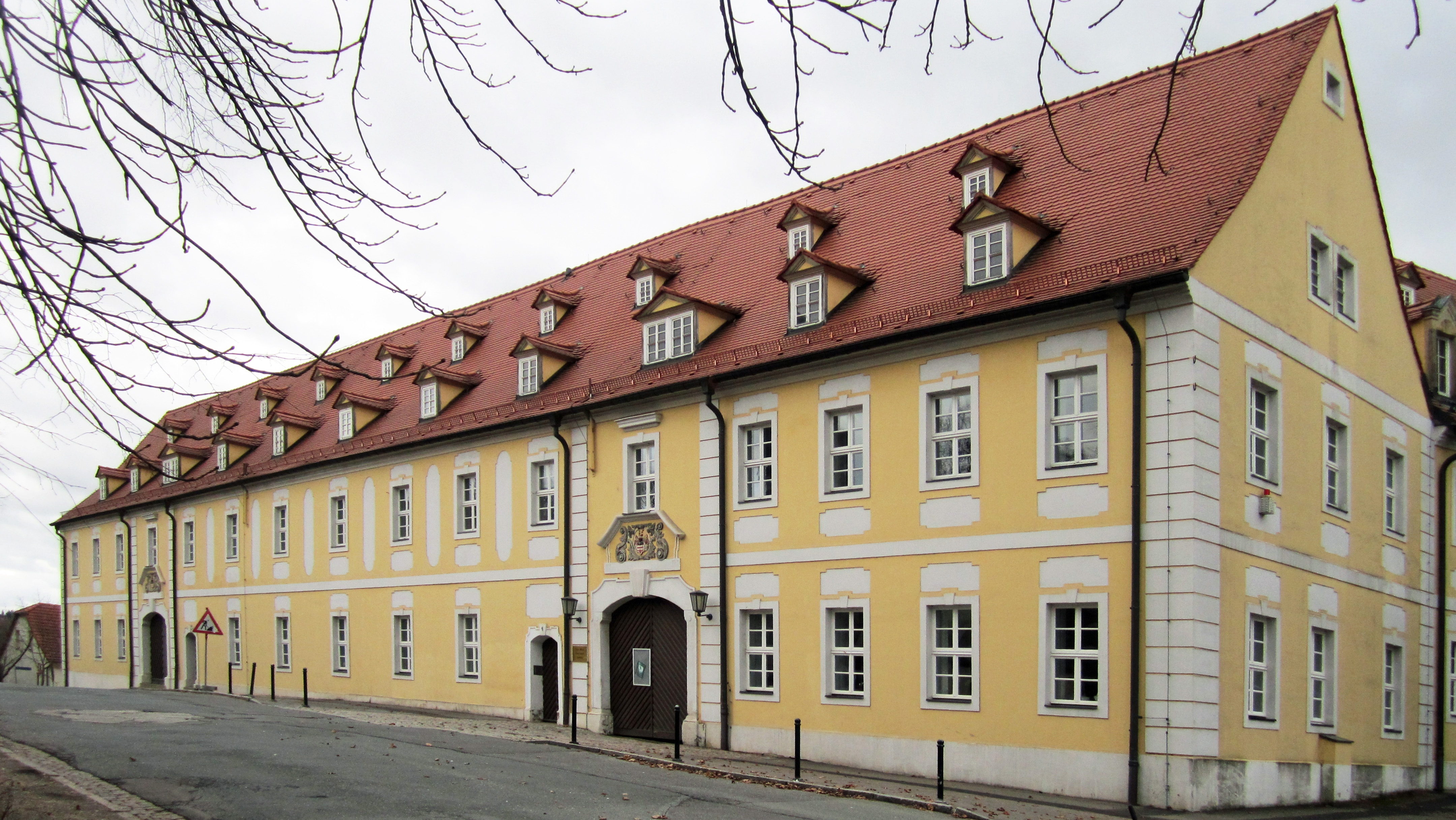
Planitzer Schloss

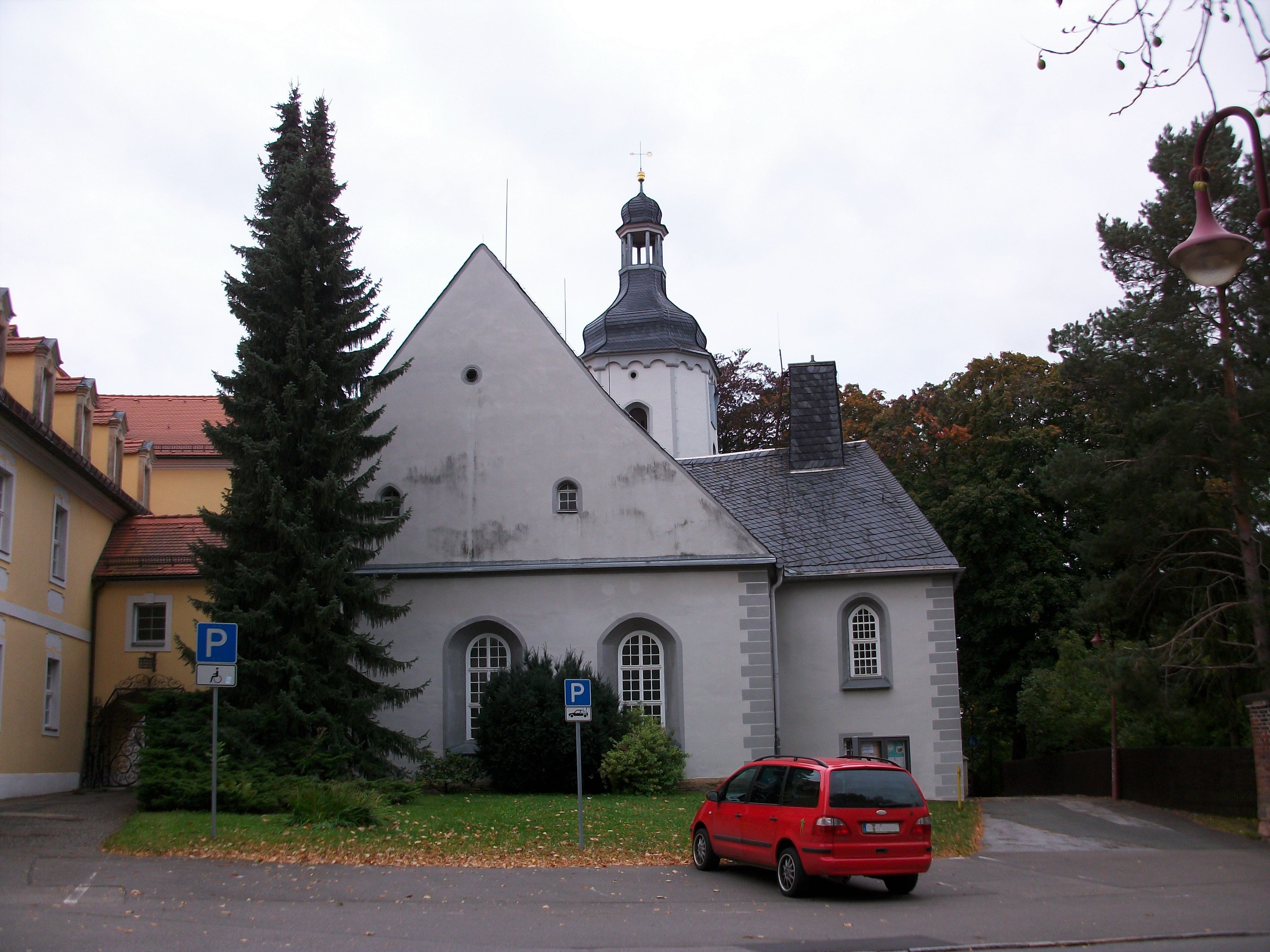
Schlosskirche Planitz

In der Zeit um 1100 war das Gebiet um Planitz von Slawen besiedelt. Von ihnen stammt die Bezeichnung „plaw“, das bedeutet „herabfließender Wasserlauf“ oder „Schwemmbach“. Die deutsche Besiedlung setzte um 1150 ein. In dieser Zeit wurde auch die Burg Planitz im heutigen Niederplanitz erbaut. Eine Unterscheidung in Ober- und Niederplanitz erfolgte erst im 16. Jahrhundert. Mit Ludovicus de Plavniz wurden die Herren von der Planitz am 8. Dezember 1192 in Merseburg erstmals urkundlich erwähnt. Mit ihm beginnt auch die direkte Stammreihe. Der Ort und die Burg Planitz waren im 12. und 13. Jahrhundert im Besitz der Vögte von Weida, welche die Herren von der Planitz damit belehnten. Sie wurden ab 1406 Vasallen des Markgrafen von Meißen. Im Januar 1430 wüteten die Hussiten im Dorf und brannten neben der Burg auch etliche Gehöfte und Häuser nieder. Die Familie von der Planitz ließ das Schloss anschließend neu errichten. Christoph von der Planitz musste 1572 den Stammbesitz für 40.000 Gulden an Georg von Schönburg auf Glauchau und Waldenburg verkaufen, der ihn bereits 1579 für 40.500 Gulden an den Wittenberger Rechtsprofessor Joachim von Beust (1522–1597) weiterveräußerte. In der Folgezeit wechselte die Grundherrschaft Planitz mit dem Schloss und den zugehörigen Orten und Ländereien noch mehrmals den Besitzer.

### Oberplanitz und Niederplanitz
Seit dem 16. Jahrhundert wurde zwischen Oberplanitz (1551 erwähnt) und Niederplanitz (1530 erwähnt) unterschieden. Beide Orte gehörten zur Grundherrschaft des Ritterguts Planitz. Niederplanitz gehörte bis 1856 zum kursächsischen bzw. königlich-sächsischen Amt Zwickau. Im Jahr 1856 kam der Ort zum Gerichtsamt Zwickau und 1875 zur Amtshauptmannschaft Zwickau. Bedingt durch den Steinkohlenbergbau und der beginnenden Industrialisierung begann auch in Niederplanitz ein Aufschwung und Anstieg der Bevölkerung. In diesem Zuge wurden in der zweiten Hälfte des 19. Jahrhunderts auch die Planitzer Gruben des Zwickauer Steinkohlenreviers an die Eisenbahn angebunden. Die Bahnstrecke Schwarzenberg–Zwickau tangierte Niederplanitz lediglich am Ostrand. Auch die ursprünglich geplante Streckenführung der Bahnstrecke Zwickau–Falkenstein durch Planitz wurde aufgrund der ablehnenden Haltung der Planitzer Grundbesitzer nicht verwirklicht. Erst mit der Eröffnung der zunächst nur für den Güterverkehr genutzten Bahnstrecke Zwickau–Planitz erhielt Niederplanitz im Jahr 1907 einen Eisenbahnanschluss. Der einstige Bahnhof befand sich im heutigen Findeisenweg östlich der heutigen Endhaltestelle der Straßenbahn in Neuplanitz. Die Verlängerung der Bahnstrecke nach Oberplanitz wurden nie realisiert.
Am 1. Juli 1923 erfolgte die Vereinigung der Gemeinden Ober- und Niederplanitz zur Gemeinde Planitz, die bis zur Verleihung des Stadtrechts am 8. Mai 1924 das größte Dorf Sachsens war. Durch einen Gebietsaustausch im Jahr 1939 kam das Gelände des Haltepunkts Cainsdorf an der Bahnstrecke Schwarzenberg–Zwickau zur Stadt Planitz. Dadurch wurde die Station im Jahr 1940 in Planitz-Cainsdorf umbenannt.
Als Teil der Stadt Planitz wurde Niederplanitz durch Eingemeindung am 1. Januar 1944 ein Stadtteil der kreisfreien Stadt Zwickau. Nachdem auf der bis 1969 existierenden Bahnstrecke Zwickau–Planitz im Jahr 1949 der Personenverkehr aufgenommen worden war, hatte das 1944 nach Zwickau eingemeindete Planitz nun zwei Bahnhöfe mit dem Namen Planitz. Um Verwechslungen zu vermeiden, erfolge 1951 die Rückbenennung des Bahnhofs Planitz-Cainsdorf in Cainsdorf und die Umbenennung des Bahnhofs Planitz an der Bahnstrecke Zwickau–Planitz in Zwickau-Planitz. Durch die zweite Kreisreform in der DDR kam Niederplanitz als Stadtteil von Zwickau im Jahr 1952 zum Bezirk Chemnitz (1953 in Bezirk Karl-Marx-Stadt umbenannt), der bis 1990 bestand. Danach gehörte Niederplanitz zur kreisfreien Stadt Zwickau im Freistaat Sachsen, die seit dem Jahr 2008 als Große Kreisstadt dem sächsischen Landkreis Zwickau angehört.

### Neuplanitz
Am 28. April 1973 wurde in der westlichen Ortsflur von Niederplanitz der Grundstein für die Plattenbausiedlung Neuplanitz gelegt. Die Bauphase dauerte bis 1981. Neuplanitz ist nach Eckersbach E5 das zweitgrößte Plattenbaugebiet der Stadt Zwickau. Es wird zwar als eigener Stadtteil geführt, befindet sich jedoch in der Niederplanitzer Ortsflur. Am 11. Dezember 2005 wurde die Erweiterungsstrecke der Straßenbahn Zwickau von der Stadthalle in Schedewitz nach Neuplanitz eröffnet. Nachdem das Schloss Planitz im März 1935 zum Rathaus umfunktioniert wurde, war es nach dem Zweiten Weltkrieg zunächst ein Kriegslazarett, dann kurzzeitig eine Kaserne für etwa 60 Sowjetsoldaten und ab etwa 1948 diente das Schloss zeitweilig als Unterkunft für Wismut-Arbeiter. Ab 1955 folgte dann die Nutzung des Schlosses als eine Schule der Deutschen Volkspolizei und als Zentrale der Transportpolizei. Nach der Renovierung und Restaurierung in den Jahren 1991–1993 zog in die Gebäude des Planitzer Schlosses das Clara-Wieck-Gymnasium ein, eine Bildungseinrichtung mit musischem Schwerpunkt.

### Kohlebergbau und Industriegeschichte von Planitz
Obwohl die Planitzer Kohlevorkommen seit dem 10. Jahrhundert bekannt waren, wurden sie bis zum Beginn der Industrialisierung nur in kleinem Maßstab zur Gewinnung von Schmiede- und Feuerungskohle genutzt. 1474 kam es, vermutlich durch Selbstentzündung, mit dem Ersten Planitzer Erdbrand zu einem Kohlenbrand, welcher erst 1490 gelöscht werden konnte. Während des Dreißigjährigen Krieges entstand angeblich durch schwedische Brandstiftung der Zweite Planitzer Erdbrand im Rußkohlenflöz, der mit den zur Verfügung stehenden Mitteln nicht erfolgreich bekämpft werden konnte. Von 1837 bis 1868 wurde über dem Erdbrandgebiet an der Flur Am Hammerwald in Niederplanitz die Geithnersche Treibegärtnerei des Botanikers und Chemikers Ernst August Geitner eingerichtet, die die Wärme des brennenden Planitzer Steinkohlenflözes nutzte. Die warmen Ausströmungen der Kohlebrände leitete Geitner in Treibhäuser, in denen er südländische Pflanzen wie Palmen, Orchideen, Kakaopflanzen, Bambus oder Bananengewächse zog. Mit dem großflächigen Erlöschen der Kohlebrände endete auch die Zeit der Gärtnerei. Die letzten Brandnester wurden erst 1880 endgültig gelöscht.
Ab dem 16. Jahrhundert betrieb man nach der Erschöpfung der oberflächennahen Vorräte vermehrt Bergbau mit kleinen Schächten und Handhaspeln. Bis ins 19. Jahrhundert gab es im Zwickauer Revier keine Bergbaugesellschaften, die Förderung wurde vom Rittergut Planitz und im Nebenerwerb durch sogenannte „Kohlebauern“ und Tagelöhner erbracht. Erst von Arnim – Besitzer der Planitzer Herrschaft – gründete 1830 mit den von Arnimschen Steinkohlenwerken eine moderne Bergbaugesellschaft. Grundlage dafür war das Kohlenmandat von 1743, denn vorher war der Steinkohlenabbau ausschließlich Sache des Grundeigentümers, danach konnte jeder gegen Entschädigung des Grundbesitzers Steinkohlen abbauen. Eine weitere Voraussetzung war die 1823 abgeschaffte Reihenladung, bei der der Kohlenverkauf nach einer festgelegten Abfolge für jeden Bergbautreibenden erfolgte. Bis 1868 entstanden weitere große Gesellschaften. So stieg die durchschnittliche Förderung von etwa 2.900 Tonnen Steinkohle im 18. Jahrhundert auf über 2,5 Millionen Tonnen Steinkohle pro Jahr zu Beginn des 20. Jahrhunderts an. Dies begünstigte die Entwicklung Zwickaus zur Industriestadt.

## Verkehr

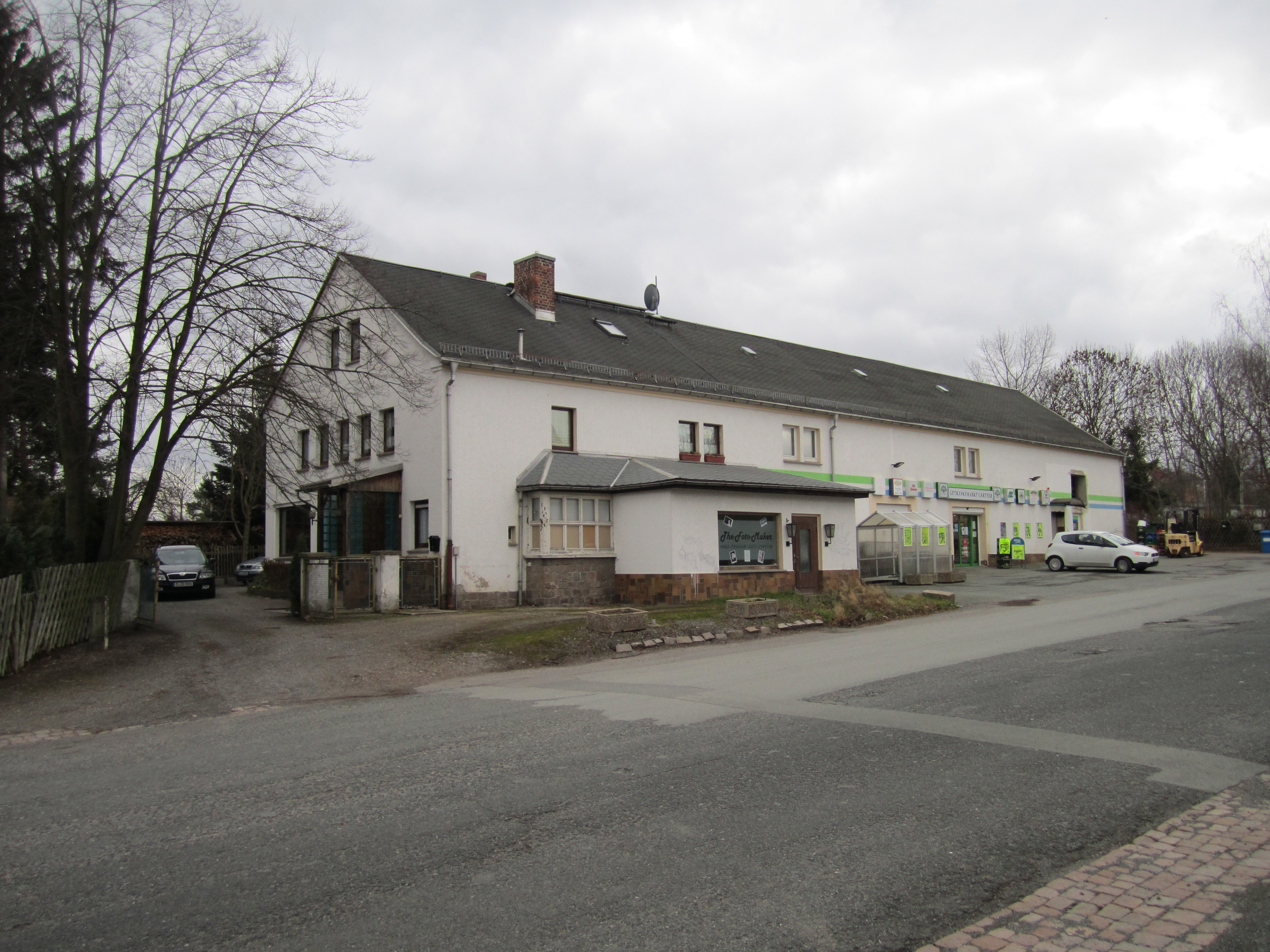
Ehemaliges Bahnhofsgebäude von Niederplanitz

Hauptverkehrsstraßen durch Niederplanitz sind die „Lengenfelder Straße“ und die „Innere Zwickauer Straße“. Über die Straße „Am Hammerwald“ wird die Bundesstraße 93 erreicht. Über die Staatsstraße 293 im Westen des Orts wird die Bundesautobahn 72, Anschlussstelle „Zwickau-West“ erreicht.
Die westliche Ortsflur wird durch die Bahnstrecke Zwickau–Falkenstein begrenzt, von der zwischen 1907 und 1969 die Bahnstrecke Zwickau–Planitz abzweigte. Zwischen 1949 und 1969 wurden hier auch Personen befördert. Die östliche Ortsflur wird durch die Bahnstrecke Schwarzenberg–Zwickau begrenzt, die Haltestelle „Cainsdorf“ befindet sich aufgrund eines Flächenaustausch seit 1939 in der Niederplanitzer Flur.
Nach Planitz verkehrte von 1912 bis 1914 und dann ab 1919 wieder bis 1922, endgültig dauerhaft ab 1924 eine der ersten Zwickauer Omnibuslinien. Durch Niederplanitz verkehrt heute die Buslinie 27 nach Marienthal, die Buslinie 10 aus Weißenborn/Niederhohndorf/Innenstadt verläuft zu Teilen durch auch durch Niederplanitz.

## Sehenswürdigkeiten

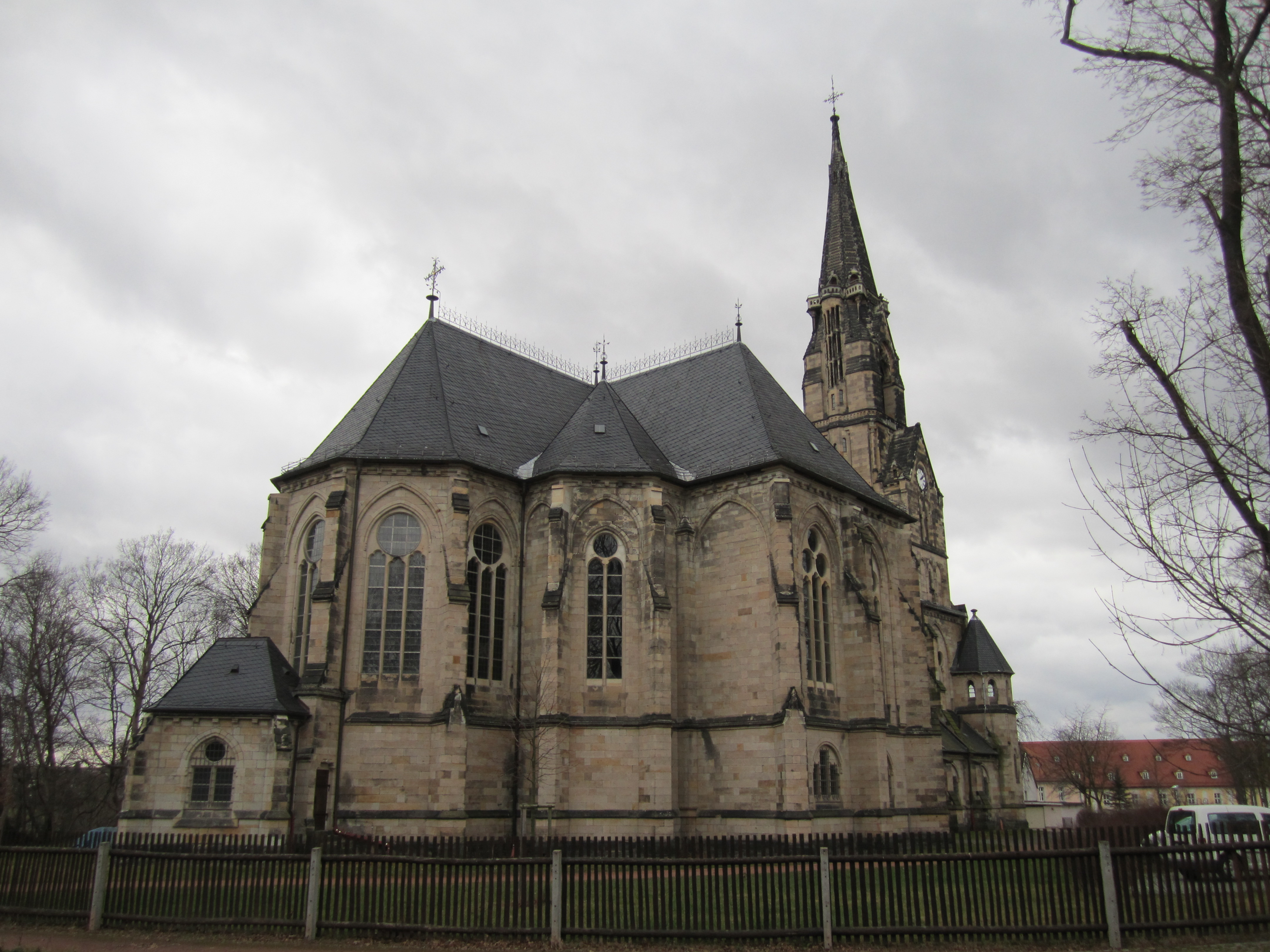
Planitz, Lukaskirche

- Schloss Planitz – barocke Anlage eines ehemaligen Herrensitzes, heutiges Clara-Wieck-Gymnasium.
- Lukaskirche – Wahrzeichen des Ortes, direkt neben dem Schlosspark und gegenüber dem Schloss, erbaut 1873–76 von Gotthilf Ludwig Möckel, nach Jahren des Leerstandes saniert (weit sichtbare Landmarke).
- Schlosspark nach Plänen von Eduard Petzold um 1870 umgestaltet, das Teehaus, ein Gartenpavillon aus der Zeit des späten Rokoko mit Einflüssen der Chinoiserie von 1789.

## Persönlichkeiten
- Edgar Drechsel (1927–2010), Batik-Künstler, Maler und Grafiker